# 宝格达黄芪
宝格达黄芪（学名：Astragalus baitagensis）是豆科黃芪屬的一种多年生草本植物。分布于中国与蒙古。

## 形态
宝格达黄芪茎上升或直立, 茎上有细棱, 被白色短毛。单数羽状复叶；小叶圆状倒卵形、矩圆形或矩圆状倒卵形，上面疏被白色单毛或近无毛, 下面密被白色单毛。总状花序，花萼钟形，密被黑毛, 萼齿三角形, 花冠淡紫色或淡粉红色。花果期7-8月。